# Seznam dílů seriálu Poslové
Toto je seznam dílů seriálu Poslové. Americký dramatický televizní seriál Poslové byl vysílán od 17. dubna 2015 do 24. července 2015 na stanici The CW.

## Přehled řad
| Řada | Díly | Premiéra v USA | Premiéra v USA    | Premiéra v ČR | Premiéra v ČR    |
| Řada | Díly | První díl      | Poslední díl      | První díl     | Poslední díl     |
| ---- | ---- | -------------- | ----------------- | ------------- | ---------------- |
| 1    | 13   | 17. dubna 2015 | 24. července 2015 | 16. září 2015 | 9. prosince 2015 |

## Seznam dílů
| Č. v seriálu | Název                      | Český název            | Režie            | Scénář                            | Premiéra v USA    | Premiéra v ČR      |
| ------------ | -------------------------- | ---------------------- | ---------------- | --------------------------------- | ----------------- | ------------------ |
| 1            | Awakening                  | Probuzení              | Stephen Williams | Eoghan O'Donnell                  | 17. dubna 2015    | 16. září 2015      |
| 2            | Strange Magic              | Podivná magie          | Duane Clark      | Trey Callaway a Eoghan O'Donnell  | 24. dubna 2015    | 23. září 2015      |
| 3            | Path to Paradise           | Ztracený ráj           | Cherie Nowlan    | námět: Oanh Ly scénář: Matt Pitts | 1. května 2015    | 30. září 2015      |
| 4            | Drums of War               | Bubny války            | Guy Bee          | Carl Binder                       | 8. května 2015    | 7. října 2015      |
| 5            | Eye in the Sky             | Oko na nebi            | Eriq La Salle    | Matt Pitts                        | 15. května 2015   | 14. října 2015     |
| 6            | Metamorphosis              | Metamorfóza            | Jeff Hunt        | Dre Alvarez a Anna Fishko         | 22. května 2015   | 21. října 2015     |
| 7            | Deus Ex Machina            | Deus ex machina        | Jim Conway       | Clark Perry                       | 29. května 2015   | 28. října 2015     |
| 8            | A House Divided            | Rozděleni              | Paul Kaufman     | Harrison Weinfeld a Daniel Zucker | 5. června 2015    | 4. listopadu 2015  |
| 9            | Death Becomes Her          | Ona je Smrt            | Larry Shaw       | Oanh Ly                           | 12. června 2015   | 11. listopadu 2015 |
| 10           | Why We Fight               | Zač bojujeme           | Tim Hunter       | Joe Peracchio                     | 19. června 2015   | 18. listopadu 2015 |
| 11           | Harvest                    | Sklizeni               | Oz Scott         | Carl Binder                       | 10. července 2015 | 25. listopadu 2015 |
| 12           | Spark of Hope              | Jiskra naděje          | Fred Toye        | Eoghan O'Donnell                  | 17. července 2015 | 2. prosince 2015   |
| 13           | Houston, We Have a Problem | Houstone, máme problém | Duane Clark      | Trey Callaway                     | 24. července 2015 | 9. prosince 2015   |